# Shintarō Hashimoto
Dans ce nom japonais, le nom de famille, Hashimoto, précède le nom personnel mais cet article utilise l'ordre occidental où le prénom précède le nom.
Shintarō Hashimoto (橋本 信太郎, Hashimoto Shintarō), né le 11 mai 1892, tué au combat le 16 mai 1945, a été un officier général de la Marine impériale japonaise pendant la Guerre du Pacifique. Spécialiste du torpillage, commandant de la 3e Escadre de Destroyers de novembre 1941, à février 1943, il a été un des acteurs du « Tokyo Express », et a participé à l'opération Ke d'évacuation de Guadalcanal. Devenu directeur de l'École de Torpillage, il est nommé commandant de la 5e Division de Croiseurs fin 1943, et est tué lors de la destruction du Haguro, en mai 1945.

## Carrière

### Avant la guerre du Pacifique
Shintarō Hashimoto est né dans la Préfecture de Wakayama. Admis en 1913 à l'Académie navale impériale du Japon dans la 41e promotion, diplômé 43e sur 118 élèves, il embarque comme aspirant (Shōi Kōhosei) sur le croiseur cuirassé Asama et le croiseur protégé Chikuma. Comme enseigne de vaisseau (Shōi et Chūi) de 1914 à 1919, il embarque de nouveau sur le Chikuma puis sur le Yahagi. Après avoir suivi les cours des Écoles de Canonnage et de Torpillage, il est embarqué sur le destroyer Kamikaze. Comme lieutenant de vaisseau (Daii) de 1919 à 1925, il a suivi les cours avancés de l'École de Torpillage, puis a servi sur le destroyer Kaede, comme officier responsable de l'achèvement du destroyer Hasu, comme chef du service Torpilles sur le destroyer Okikaze et en 1923, comme commandant du destroyer de 3e classe Yudachi. À partir de décembre 1924, il suit les cours de la 24e promotion de l'École de Guerre navale. Il est promu capitaine de corvette (Shōsa) en 1925, et reçoit le commandement du destroyer Nashi. En 1928-29, il sert à l'état-major du District naval de Kure, puis à l'état-major de la 1re Escadre de Destroyers.
Promu capitaine de frégate (Chūsa) en 1930, Shintarō Hashimoto sert à l'état-major du bureau de l'Éducation du Ministère de la Marine, puis il commande le 21e groupe de torpilleurs, puis le 5e groupe de destroyers. Promu capitaine de vaisseau (Daisa) en 1935, il commande ies 20e, et 7e groupes de destroyers puis il est chef d'état-major du District de garde de Ryojun (ex-Port-Arthur) de 1937 à 1939. En 1939–1940, il commande le croiseur lourd Chikuma, puis en 1940–1941, le cuirassé Hyūga. Il est nommé à la tête de la 3e Escadre de Destroyers, le 1er septembre 1941, et promu contre-amiral le 15 octobre 1941.

### À la tête de la3eEscadre de Destroyers

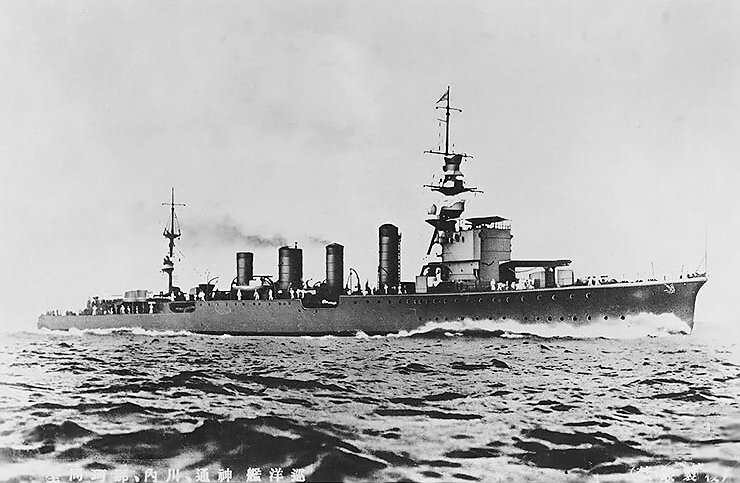
Le croiseur Sendai, navire du contre-amiral Hashimoto à la tête de la 3e Division de Destroyers

Le 20 novembre 1941, le contre-amiral Hashimoto met sa marque sur le croiseur Sendai qui restera son navire amiral pendant tout son commandement de la 3e Escadre de Destroyers. En décembre 1941, la 3e Escadre de Destroyers escorte les convois qui amènent les troupes qui vont débarquer en Thaïlande et en Malaisie, notamment à Kota Bharu. Elle participe aussi à la recherche des HMS Prince of Wales et Repulse qui seront coulés, le 10 décembre, en mer de Chine méridionale, par des bombardiers de l'aviation navale japonaise de la 11e Flotte Aérienne partis de Tan-son-nhut. Attaqués devant Kota Bharu, par des sous-marins néerlandais opérant sous commandement britannique, les destroyers japonais ont coulé le sous-marin O-20 (en), et à la fin janvier, le HMS Thanet (en), au large d'Endau (en). En février, la 3e Escadre de Destroyers participe à l'occupation du sud de Sumatra (Palembang) puis rallie Singapour. Début mars, elle participe à l'occupation du nord de Sumatra (Sabang), puis de Penang. Fin mars, elle appuie l'occupation des iles Andaman. Elle prend part début avril, au raid mené, dans le golfe du Bengale, contre le trafic maritime allié, par les forces commandées par le vice-amiral Ozawa, pendant que l'aviation embarquée japonaise attaque Ceylan. Pendant la bataille de Midway, la 3e Escadre de Destroyers est affectée à l'éclairage de la principale force de cuirassés, placée aux ordres directs de l'amiral Yamamoto, et donc ne prend pas une part déterminante aux combats. Rentrée au Japon, elle est envoyée, à la mi-juillet, dans le golfe du Bengale et atteint Mergui sur la côte birmane.
Elle est rappelée dès le débarquement américain à Guadalcanal et Tulagi (Opération Watchtower), et arrive dans le secteur des îles Salomons, le dernier jour d'août. Elle participe aux bombardements navals de la piste Henderson préalables à ce qui est connu comme la bataille de la crête d'Edson et aux opérations de renforcement des troupes japonaises, par ce que l'on a appelé “l'Express de Tokyo”, en particulier dans les jours qui ont suivi la bataille du Cap Espérance. Elle constitue l'unité-écran des grands bâtiments qui assurent la couverture éloignée des opérations au large de Guadalcanal, à la fin octobre 1942 (Bataille des îles Santa Cruz) et pendant les deux batailles navales de Guadalcanal. Dans la nuit du 14 au 15 novembre, le Sendai qui porte la marque du contre-amiral Hashimoto et conduit les destroyers couvrant la gauche du dispositif du vice-amiral Kondō échappe ainsi au tir du cuirassé USS Washington au début de l'engagement.
La 3e Escadre de Destroyers prend enfin une part active à l'évacuation des troupes japonaises de Guadalcanal (Opération Ke). À
la mi-février 1943, le contre-amiral Hashimoto quitte la 3e Escadre de Destroyers et est nommé un mois plus tard à la tête de l'École de Torpillage.

### Comme commandant de la5eDivision de Croiseurs
Après l'échec du contre-amiral Sentarō Ōmori, commandant la 5e Division de Croiseurs, à la bataille de la baie de l'Impératrice Augusta, à Bougainville, début novembre 1943,, les croiseurs Myōkō et Haguro ont échappé aux bombes de l'aviation embarquée américaine, lancée par l'amiral Halsey à l'attaque de Rabaul le 5 novembre, et sont retournés à Truk. Les contre-amiraux Ōmori et Hashimoto ont alors échangé leurs commandements à la fin du mois de novembre. Mais le commandant de la 5e Escadre de Croiseurs n'avait sous son commandement direct que les deux croiseurs lourds cités plus haut, les croiseurs Nachi et Ashigara étant rattachés à la 5e Flotte basée à Ōminato à l'extrême nord de l'île de Honshū.
Les Myōkō et Haguro ont gagné les Palaos, début février 1944, ce qui leur a évité un bombardement massif à Truk (opération Hailstone), le 18 février. Ils ont ensuite fait mouvement vers Singapour, et ont été finalement basés à Tawi-Tawi. Fin mai 1944, ils ont reçu l'ordre de se porter en soutien des forces japonaises défendant l'île de Biak, au nord-ouest de la Nouvelle-Guinée, attaquée par les forces du général MacArthur. Mais l'offensive de la Ve Flotte américaine contre les îles Mariannes (opération Forager) a conduit le haut-commandement de la Marine impériale japonaise, dans le cadre de l'opération A-Go de défense des îles Mariannes, à leur faire rallier les forces de la 1re Flotte Mobile du vice-amiral Ozawa en route vers Saïpan, ce qui s'est achevé par une grave défaite japonaise à la bataille de la mer des Philippines. Au cours de cette bataille, lorsque le Commandant-en-Chef japonais, le vice-amiral Ozawa, a dû abandonner son navire amiral, le grand porte-avions Taihō, il a transféré momentanément sa marque sur le Haguro.

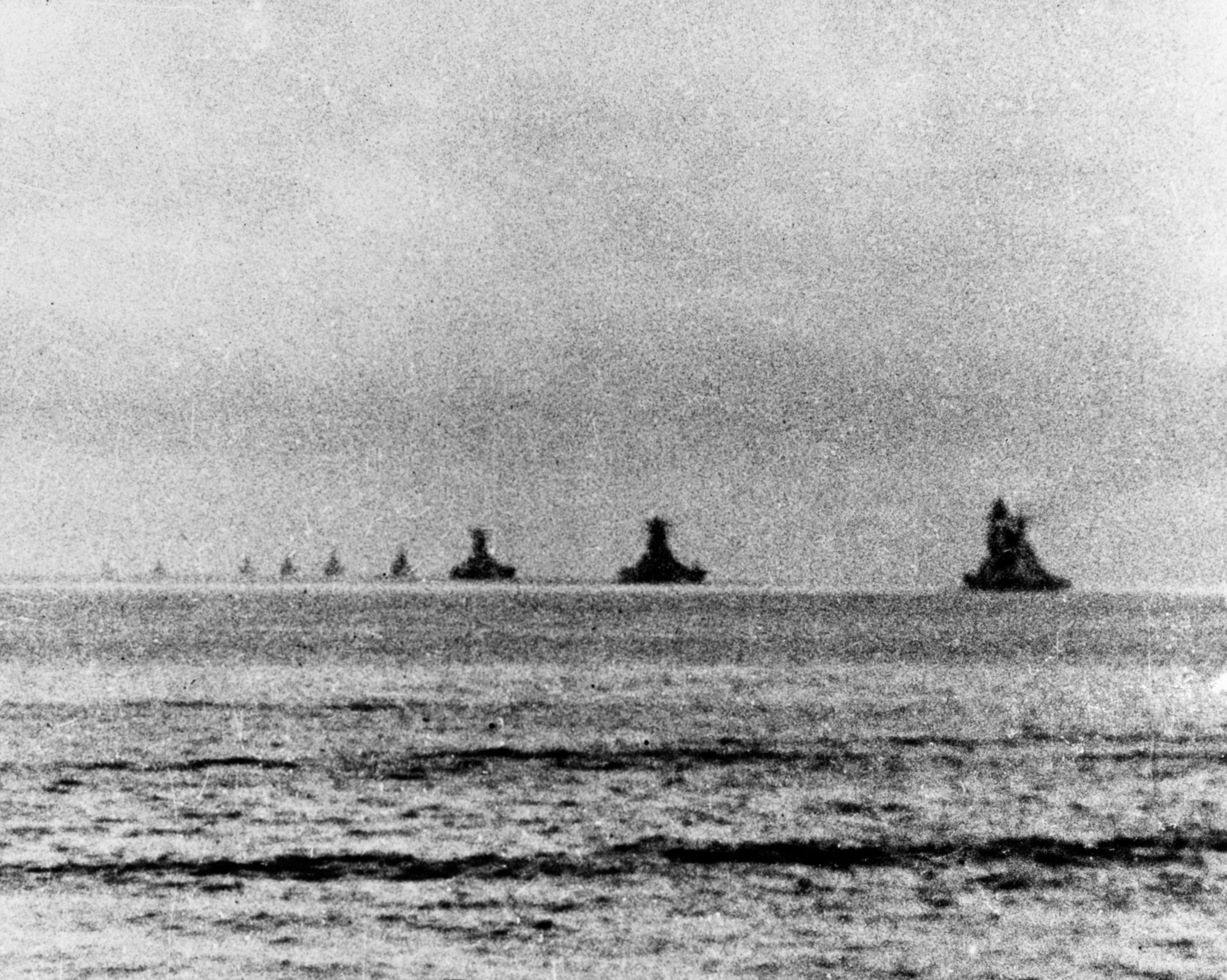
Le vice-amiral Hashimoto a sa marque sur le croiseur Myōkō qui mène la ligne des croiseurs et cuirassés japonais quittant Brunei, le 22 octobre 1944

Basés pendant l'été 1944 au mouillage des îles Lingga, les deux croiseurs lourds aux ordres directs du contre-amiral Hashimoto ont été rattachés, dans le cadre du Plan Sho-Go de défense des Philippines, à la Force d'Attaque de Diversion no 1 aux ordres du vice-amiral Kurita.
Le contre-amiral Hashimoto a été promu vice-amiral le 15 octobre. Le 18 octobre, la Force d'Attaque de Diversion no 1 a appareillé des îles Lingga. Après avoir fait relâche en baie de Brunei du 20 au 22, pour se ravitailler en carburant, les deux croiseurs lourds aux ordres du vice-amiral Hashimoto ont mené la ligne de croiseurs et de cuirassés en route vers le détroit de San-Bernardino. Après que deux sous-marins américains ont, dans la nuit du 22 au 23 octobre, à l'ouest de Palawan, coulé les croiseurs Atago et Maya et mis hors de combat le Takao, le dernier croiseur opérationnel de la 4e Division de Croiseurs, le Chōkai a été rattaché à la 5e Division du vice-amiral Hashimoto. Le lendemain, au cours de la bataille de la mer de Sibuyan, où l'aviation embarquée de la IIIe Flotte américaine a attaqué principalement les cuirassés japonais, le Myōkō y a été le seul croiseur lourd mis hors de combat. Le vice-amiral Hashimoto a alors transféré sa marque sur le Haguro, qui fut, au terme de la bataille du golfe de Leyte, un des deux seuls croiseurs lourds à être encore opérationnels sur les dix engagés sous les ordres du vice-amiral Kurita.
Après que le Nachi a été coulé par l'aviation embarquée américaine en baie de Manille, le 5 novembre 1944, les deux derniers croiseurs lourds opérationnels de la 5e Division de Croiseurs, le Haguro et l'Ashigara, ont été basés à Singapour, affectés au soutien des garnisons japonaises depuis Java jusqu'au golfe du Bengale. En mai 1945, la Flotte britannique des Indes Orientales (East Indies Fleet) entreprit, en prévision d'une offensive en Birmanie de neutraliser le Haguro qui a été coulé, le 16 mai, dans le détroit de Malacca par la 26e Flottille de Destroyers britannique. Le vice-amiral Hashimoto y a été tué.